# Mesorregión de Bauru
La mesorregión de Bauru es una de las quince  mesorregiones del estado brasileño de São Paulo. Está conformada por la unión de 56 municipios agrupados en cinco  microrregiones.

## Microrregiones
- Avaré
- Bauru
- Botucatu
- Jaú
- Lins

## También vea
- Arquidiócesis de Botucatu
- Diócesis de Bauru
- Diócesis de Lins

- Datos: Q2596961